# Schizo
Schizo es una película británica de terror psicológico y de acuchillamientos de 1976 dirigida y producida por Pete Walker y protagonizada por Lynne Frederick, John Leyton y Stephanie Beacham. Fue escrita por David McGillivray.
Según Kino Lorber, la distribuidora del filme, la Agencia Británica de Clasificación de Películas obligó a recortar más de un minuto de pietaje de Schizo.

## Producción

### Elenco
Lynne Frederick conocía al director Pete Walker desde que tenía 14 años, ya que su madre era amiga y compañera de trabajo del mismo. Sin embargo, Schizo es la única película en la que trabajaron juntos.
Frederick comenzó a trabajar en la película pocos días después de terminar Voyage of the Damned (1976).  Cuando eligieron a Frederick, Walker tenía la impresión de que todavía tendría su característico cabello largo. Sin que él lo supiera, Frederick se lo había cortado para su papel anterior en Voyage of the Damned.

### Rodaje
La película se rodó en Newcastle upon Tyne y en Londres, Inglaterra.
Debido al bajo presupuesto de la película, mucha de la ropa de Frederick provenía de su propio guardarropa personal.  Frederick había varios de estos atuendos el año anterior en Un largo regreso (1975)

## Difusión
El estreno de Schizo (1976) se apresuró para coincidir con el esperado éxito de la aclamada actuación de Frederick en Voyage of the Damned (1976).  Se esperaba que el éxito de esa película le daría seguidores a Frederick y generaría ingresos adicionales para esta película.
La película se estrenó en los Estados Unidos el 7 de diciembre de 1977.

## Crítica
En The Monthly Film Bulletin, Tom Milne escribió: "Schizo no es una de las colaboraciones más felices entre Walker y McGillivray; comienza con el pie izquierdo, con una introducción verdaderamente trillada (una voz transatlántica sobrecogida que explica solemnemente las alegrías de la esquizofrenia) y, a partir de entonces, avanza con dificultad hacia un pantano de evasivas y pistas falsas a medida que la trama da giros y vueltas en un frenético intento de ocultar el hecho, obvio desde el principio, de que la heroína asediada y el asesino sediento de sangre son uno y lo mismo.  Esta vez, privada de cualquier apoyo del guión, la dirección de Pete Walker, llena de golpes, gritos y cortes mientras las sombras acechan y los pomos de las puertas giran (y cada cliché es anunciado por un trémolo triunfante o un estruendo de bajo de la banda sonora), reduce todo a un absurdo risible en el que incluso los asesinatos estudiadamente desagradables (por ejemplo, la Sra. Wallace asesinada con una aguja de tejer  através del cráneo) no son convincentes".
Time Out escribió: "El proyecto más ambicioso hasta la fecha de Walker y el guionista David McGillivray intenta sacudirse la etiqueta de película de terror/explotación de bajo presupuesto para pasar a un suspenso psicológico de mayor categoría. Si bien la fórmula es muy trillada (un rastro de victimización, paranoia sexual y asesinato tras la boda de la heroína), al menos se hace un esfuerzo por localizarla (en el Londres de bien vivir y de clase media).  Pero las cosas se desmoronan desastrosamente en la segunda mitad. Atrapada entre burlarse de sí misma y tomarse en serio, la película termina más cerca de la comedia de Francis Durbridge que de la amenaza de Alfred Hitchcock".

## Legado
Aunque la película no fue un éxito durante su estreno inicial, Schizo se convirtió en un clásico de culto en la comunidad de películas de terror.  El éxito a sottovoce de la película se debió en parte a la nueva base de seguidores de Lynne Frederick. Esta película, junto con Vampire Circus (1971), ayudó a establecer a Frederick como un ícono de la reina del grito de la década de 1970.